# Ha-105
Ha-105 — підводний човен Імперського флоту Японії, який брав участь у Другій світовій війні.
Човен належав до транспортного типу Ha-101, виникнення якого пов'язане зі складною логістичною ситуацією та необхідністю постачання численних заблокованих гарнізонів. Корабель спорудили на верфі компанії Mitsubishi в Кобе, а по завершенні тренувань у травні 1945-го включили до 16-ї дивізії підводних човнів.
Наприкінці травня — у середині червня 1945-го На-105 залучали для виконання нетипової функції радарного патруля в районі південніше Хонсю.
4 липня 1945-го човен вирушив у свій перший транспортний рейс з Куре до острова Амаміосіма (центральна група архіпелагу Рюкю). 10 липня він розвантажився там, після чого повернувся на базу.
Враховуючи кризу з поставками пального до метрополії, На-105 призначили для переобладнання в підводний танкер. Втім, реалізувати цей проєкт не вдалось і у вересні 1945-го з капітуляцією Японії корабель потрапив під контроль союзників. У листопаді На-105 дістав наказ перейти до Сасебо (західне узбережжя Кюсю), а 1 квітня 1946-го човен затопили у Східнокитайському морі.